# Cliff Barker
Clifford Eugene Barker, detto Cliff (Yorktown, 15 gennaio 1921 – Satsuma, 17 marzo 1998), è stato un cestista e allenatore di pallacanestro statunitense, professionista nella NBA.
Guardia di 189 cm per 84 kg, vinse la medaglia d'oro con la nazionale statunitense ai Giochi olimpici di Londra 1948.

## Carriera
Venne selezionato dai Washington Capitols nel Draft BAA 1949.

## Palmarès
- 2 volte campione NCAA (1948, 1949)